# ASB Premiership 2011-12

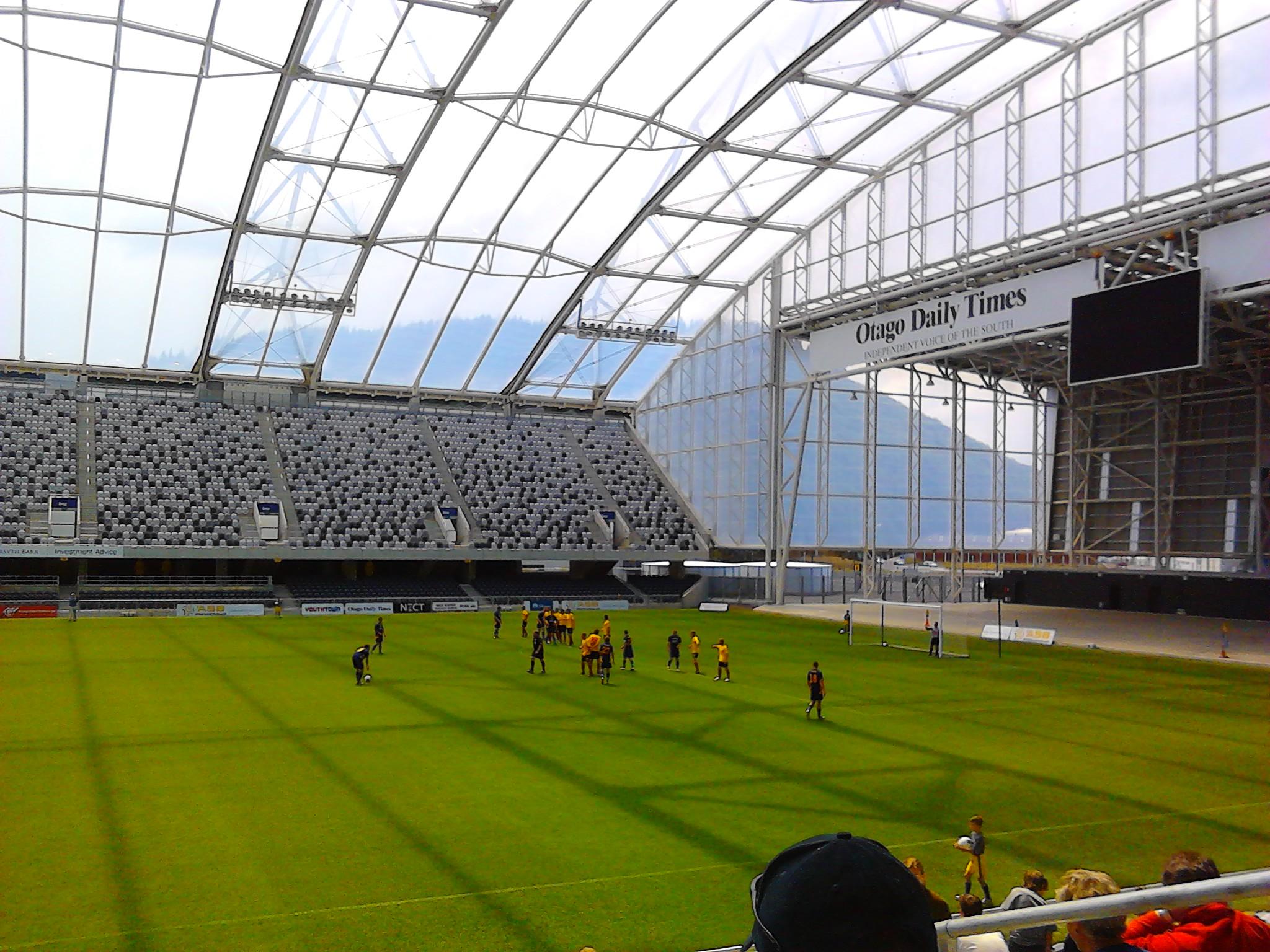
Partit entre l'Otago United i el Waikato FC de la ronda 7 al Forsyth Barr Stadium de Dunedin

L'ASB Premiership 2011-12 va ser la vuitena temporada del Campionat de Futbol de Nova Zelanda des de la seva creació el 2004, i la segona amb el nom canviat pel patrocinatge del banc ASB Bank. La temporada començà el 22 d'octubre de 2011 i acabà el 28 d'abril de 2012.
El Waitakere United i l'Auckland City representaren a Nova Zelanda en la Lliga de Campions de l'OFC 2011-12 després de quedar Premiers i segons, respectivament, en la temporada 2010-11.
El guanyador de la lliga regular —o Premier— va ser l'Auckland City, que la guanyà el 26 de febrer després de derrotar el Hawke's Bay United 3–2 al Kiwitea Street d'Auckland en la ronda 12. El Champion, o campió, de la lliga va ser decidit el 28 d'abril de 2012 en un partit entre el Team Wellington i el Waitakere United en què el Waitakere United guanyà per un 4 a 1.

## Clubs
Un total de vuit equips participaren en l'ASB Premiership de la temporada 2011-12.

### Ciutats i estadis
| Equip               | Ciutat           | Estadi               | Capacitat | Posició 2010-11 |
| ------------------- | ---------------- | -------------------- | --------- | --------------- |
| Auckland City       | Auckland         | Kiwitea Street       | 4.000     | 2n              |
| Canterbury United   | Christchurch     | English Park         | 8.000     | 4t              |
| Hawke's Bay United  | Napier           | Bluewater Stadium    | 5.000     | 5è              |
| Otago United        | Dunedin          | Forsyth Barr Stadium | 30.748    | 7è              |
| Team Wellington     | Wellington       | Newtown Park         | 5.000     | 3r              |
| Waikato FC          | Hamilton         | Porritt Stadium      | 2.000     | 6è              |
| Waitakere United    | Auckland         | Fred Taylor Park     | 2.500     | 1r              |
| YoungHeart Manawatu | Palmerston North | Memorial Park        | 8.000     | 8è              |

### Entrenadors i capitans
| Equip               | Entrenador        | Capità           | Fabricant de la samarreta | Patrocinador de la samarreta |
| ------------------- | ----------------- | ---------------- | ------------------------- | ---------------------------- |
| Auckland City       | Ramon Tribulietx  | Ivan Vicelich    | Nike                      | Trillian Trust Inc.          |
| Canterbury United   | Keith Braithwaite | Dan Terris       | Samurai                   | Robbie's Bar and Bistro      |
| Hawke's Bay United  | Chris Greatholder | Bill Robertson   | Umbro                     | Kinetic Electrical           |
| Otago United        | Richard Murray    | Tristan Prattley | Canterbury                | Gran's Remedy                |
| Team Wellington     | Matt Calcott      | Karl Whalen      | Lotto Sport Italia        | Exodus Health & Fitness Club |
| Waikato FC          | Declan Edge       | Adam Thomas      | Nike                      | The Soccer Shop              |
| Waitakere United    | Neil Emblen       | Jake Butler      | Lotto Sport Italia        | Cuesports Foundation         |
| YoungHeart Manawatu | Stu Jacobs        | Nathan Cooksley  | Umbro                     | New Zealand Pharmaceuticals  |

## Àrbitres
Un total d'onze àrbitres van dirigir tots els partits de la temporada.
| - Mirko Benischke - Matt Conger - Jamie Cross - Mark Hester - Christopher Kerr - Campbell Kirk-Waugh | - Peter O'Leary - Jonathan Price - John Rowbury - Isaac Trevis - Nick Waldron |

## Classificació
La classificació de la temporada regular va decidir el Premier, l'Auckland City. Automàticament, l'Auckland City va classificar-se per a la Lliga de Campions de l'OFC 2012-13. Després de la temporada regular es jugaran els playoffs per a decidir el Champion o campió del campionat.
| Equip               | J  | G  | E | P  | GF | GC | DG  | Pts | Premier i classificació   |
| ------------------- | -- | -- | - | -- | -- | -- | --- | --- | ------------------------- |
| Auckland City       | 14 | 11 | 3 | 0  | 43 | 11 | +32 | 36  | Lliga de Campions 2012-13 |
| Canterbury United   | 14 | 9  | 2 | 3  | 38 | 12 | +26 | 29  |                           |
| Waitakere United    | 14 | 9  | 0 | 5  | 44 | 17 | +27 | 27  |                           |
| Team Wellington     | 14 | 8  | 2 | 4  | 33 | 18 | +15 | 26  |                           |
| Hawke's Bay United  | 14 | 6  | 1 | 7  | 28 | 35 | –7  | 19  |                           |
| Otago United        | 14 | 3  | 2 | 9  | 15 | 37 | –22 | 11  |                           |
| Waikato FC          | 14 | 2  | 3 | 9  | 17 | 39 | –22 | 9   |                           |
| YoungHeart Manawatu | 14 | 0  | 3 | 11 | 12 | 61 | –49 | 3   |                           |

## Temporada regular

### Ronda 1
| Waitakere United                      | 3 – 0                | Hawke's Bay United |
| ------------------------------------- | -------------------- | ------------------ |
| Butler 41' · Pearce 80' · Krishna 83' | Vista prèvia Crònica |                    |

| YoungHeart Manawatu | 0 – 4                | Canterbury United                                   |
| ------------------- | -------------------- | --------------------------------------------------- |
|                     | Vista prèvia Crònica | 3' Kamo · 5', 30' Slefendorfas · 51' (pen.) Clapham |

| Waikato FC           | 1 – 5                | Auckland City                                    |
| -------------------- | -------------------- | ------------------------------------------------ |
| A. Thomas 38' (pen.) | Vista prèvia Crònica | 23' Mulligan · 50', 63' Expósito · 54', 88' Tade |

| Team Wellington                  | 2 – 2                | Otago United             |
| -------------------------------- | -------------------- | ------------------------ |
| Prattley 25' (p.p.) · Whalen 55' | Vista prèvia Crònica | 1' Hancock · 11' Overton |

### Ronda 2
| Otago United | 0 – 6                | Waitakere United                                                                       |
| ------------ | -------------------- | -------------------------------------------------------------------------------------- |
|              | Vista prèvia Crònica | 31' De Vries · 45' Krishna · 45+4' (p.p.) Fitzpatrick · 65', 69' Pearce · 84' Lovemore |

| Hawke's Bay United     | 2 – 2                | YoungHeart Manawatu                 |
| ---------------------- | -------------------- | ----------------------------------- |
| Cowan 47' · Watson 84' | Vista prèvia Crònica | 48' (p.p.) Robertson · 66' Haidakis |

| Canterbury United                           | 5 – 0                | Waikato FC |
| ------------------------------------------- | -------------------- | ---------- |
| Slefendorfas 3', 34', 34', 74' · Thomas 58' | Vista prèvia Crònica |            |

| Auckland City                                                 | 4 – 2                | Team Wellington              |
| ------------------------------------------------------------- | -------------------- | ---------------------------- |
| Schaeffers 5' (p.p.) · Tade 43' · Corrales 74' · Expósito 79' | Vista prèvia Crònica | 48' M. White · 57' Galbraith |

### Ronda 3
| YoungHeart Manawatu     | 2 – 3                | Otago United                  |
| ----------------------- | -------------------- | ----------------------------- |
| Ishi 3' · Haidaikis 20' | Vista prèvia Crònica | 48' Overton · 54', 83' Rodeka |

| Waitakere United | 1 – 3                | Auckland City                                         |
| ---------------- | -------------------- | ----------------------------------------------------- |
| McKenzie 42'     | Vista prèvia Crònica | 18' (p.p.) McKenzie · 33' (p.p.) Myers · 57' Mulligan |

| Team Wellington                        | 3 – 0                | Waikato FC |
| -------------------------------------- | -------------------- | ---------- |
| Holmes 19' · Galbraith 28' · Lucas 54' | Vista prèvia Crònica |            |

| Hawke's Bay United                        | 3 – 0                | Canterbury United |
| ----------------------------------------- | -------------------- | ----------------- |
| Watson 45' · Robertson 46' · Margetts 62' | Vista prèvia Crònica |                   |

### Ronda 4
| Otago United                | 2 – 0                | Hawke's Bay United |
| --------------------------- | -------------------- | ------------------ |
| Coldicott 40' · Overton 75' | Vista prèvia Crònica |                    |

| Auckland City                                                                 | 5 – 0                | YoungHeart Manawatu |
| ----------------------------------------------------------------------------- | -------------------- | ------------------- |
| Koprivcic 7' · Corrales 22' · Mulligan 54' (pen.) · Tade 63' · Carmichael 82' | Vista prèvia Crònica |                     |

| Waikato FC | 1 – 4                | Waitakere United                                            |
| ---------- | -------------------- | ----------------------------------------------------------- |
| Edge 89'   | Vista prèvia Crònica | 26' (p.p.) Greene · 39' Krishna · 51' De Vries · 84' Butler |

| Canterbury United  | 1 – 0                | Team Wellington |
| ------------------ | -------------------- | --------------- |
| Clapham 22' (pen.) | Vista prèvia Crònica |                 |

### Ronda 5
| Team Wellington | 1 – 2                | Waitakere United        |
| --------------- | -------------------- | ----------------------- |
| Fleming 33'     | Vista prèvia Crònica | 59' Butler · 74' Pearce |

| Otago United     | 1 – 0                | Canterbury United |
| ---------------- | -------------------- | ----------------- |
| M. Cunningham 2' | Vista prèvia Crònica |                   |

| YoungHeart Manawatu | 1 – 3                | Waikato FC                             |
| ------------------- | -------------------- | -------------------------------------- |
| Mosquera 63'        | Vista prèvia Crònica | 26' Hicks · 31' A. Thomas · 48' Greene |

### Ronda 6
| Auckland City                            | 3 – 0   | Otago United |
| ---------------------------------------- | ------- | ------------ |
| Tade 69' · Milne 90+1' · Koprivcic 90+3' | Crònica |              |

| Team Wellington          | 2 – 0   | YoungHeart Manawatu |
| ------------------------ | ------- | ------------------- |
| Cheriton 35' · Lucas 41' | Crònica |                     |

| Canterbury United                  | 2 – 1   | Waitakere United |
| ---------------------------------- | ------- | ---------------- |
| Peverley 26' (pen.) · Opperman 84' | Crònica | 90+3' Feni       |

| Waikato FC               | 2 – 4                | Hawke's Bay United                                    |
| ------------------------ | -------------------- | ----------------------------------------------------- |
| R. Thomas 50' · Awad 88' | Vista prèvia Crònica | 25' Cowan · 44' Margetts · 75' Robertson · 89' Watson |

### Ronda 7
| Auckland City                           | 3 – 0                | Canterbury United |
| --------------------------------------- | -------------------- | ----------------- |
| Koprivcic 17' · Expósito 60' · Tade 88' | Vista prèvia Crònica |                   |

| Otago United | 0 – 2                | Waikato FC           |
| ------------ | -------------------- | -------------------- |
|              | Vista prèvia Crònica | 82' Awad · 85' Hicks |

| Hawke's Bay United | 2 – 6                | Team Wellington                                        |
| ------------------ | -------------------- | ------------------------------------------------------ |
| Margetts 12', 38'  | Vista prèvia Crònica | 5', 19', 59', 89' Fenton · 55' Lucas · 90+1' Galbraith |

| YoungHeart Manawatu        | 2 – 7                | Waitakere United                                                           |
| -------------------------- | -------------------- | -------------------------------------------------------------------------- |
| Soromon 30' · Haidakis 73' | Vista prèvia Crònica | 17', 62' (pen.) Pearce · 26' Krishna · 38', 47', 67' Lovemore · 71' Butler |

### Ronda 8
| Canterbury United                                                                             | 9 – 1                | YoungHeart Manawatu |
| --------------------------------------------------------------------------------------------- | -------------------- | ------------------- |
| D. White 17' · Clapham 23', 64' · Murray 34' · Schwarz 53' · Kamo 55', 73', 83' · Collett 79' | Vista prèvia Crònica | 37' Haidakis        |

| Otago United | 1 – 2                | Team Wellington               |
| ------------ | -------------------- | ----------------------------- |
| Rodeka 41'   | Vista prèvia Crònica | 39' Whalen · 47' (pen.) Eagar |

| Auckland City | 0 – 0                | Waikato FC |
| ------------- | -------------------- | ---------- |
|               | Vista prèvia Crònica |            |

| Hawke's Bay United | 1 – 0                | Waitakere United |
| ------------------ | -------------------- | ---------------- |
| Tinnion 78'        | Vista prèvia Crònica |                  |

### Ronda 9
| Waikato FC | 0 – 3                | Canterbury United          |
| ---------- | -------------------- | -------------------------- |
|            | Vista prèvia Crònica | 7', 23' Kamo · 79' Clapham |

| Team Wellington | 1 – 1                | Auckland City |
| --------------- | -------------------- | ------------- |
| Fleming 18'     | Vista prèvia Crònica | 19' Expósito  |

| Waitakere United                                          | 5 – 0                | Otago United |
| --------------------------------------------------------- | -------------------- | ------------ |
| Krishna 9', 34', 74' · Lockhart 12' (p.p.) · De Vries 80' | Vista prèvia Crònica |              |

| YoungHeart Manawatu | 0 – 5                | Hawke's Bay United                                             |
| ------------------- | -------------------- | -------------------------------------------------------------- |
|                     | Vista prèvia Crònica | 5' Margetts · 17' (pen. ), 72', 81' (pen.) Biss · 90+1' Watson |

### Ronda 10
| Auckland City                               | 3 – 1                | Waitakere United |
| ------------------------------------------- | -------------------- | ---------------- |
| Corrales 29' · Koprivcic 69' · Expósito 81' | Vista prèvia Crònica | 56' Bale         |

| Canterbury United                                                        | 7 – 0                | Hawke's Bay United |
| ------------------------------------------------------------------------ | -------------------- | ------------------ |
| Slefendorfas 18', 28', 34', 45', 60' · D. White 36' · Clapham 46' (pen.) | Vista prèvia Crònica |                    |

| Otago United                   | 2 – 2                | YoungHeart Manawatu        |
| ------------------------------ | -------------------- | -------------------------- |
| Rodeka 14' · A. Cunningham 55' | Vista prèvia Crònica | 18' Soromon · 34' Haidakis |

| Waikato FC              | 2 – 3                | Team Wellington                     |
| ----------------------- | -------------------- | ----------------------------------- |
| A. Thomas 9' · Boyd 18' | Vista prèvia Crònica | 11' Zucco · 34' Musa · 90+2' Fenton |

| Hawke's Bay United | 1 – 3                | Auckland City                                 |
| ------------------ | -------------------- | --------------------------------------------- |
| Tinnion 15'        | Vista prèvia Crònica | 45+1' (pen. ), 87' (pen.) Tade · 47' Expósito |

### Ronda 11
| Team Wellington | 1 – 1                | Canterbury United |
| --------------- | -------------------- | ----------------- |
| Fenton 84'      | Vista prèvia Crònica | 30' Clapham       |

| Hawke's Bay United                                               | 4 – 2                | Otago United     |
| ---------------------------------------------------------------- | -------------------- | ---------------- |
| Fitzpatrick 63' (p.p.) · Watson 64' · Birnie 75' · S. Wilson 79' | Vista prèvia Crònica | 16', 45' Hancock |

| Waitakere United                                 | 4 – 0                | Waikato FC |
| ------------------------------------------------ | -------------------- | ---------- |
| De Vries 5' · Bale 29' · Pearce 55' · Butler 75' | Vista prèvia Crònica |            |

| YoungHeart Manawatu | 0 – 6                | Auckland City                                                     |
| ------------------- | -------------------- | ----------------------------------------------------------------- |
|                     | Vista prèvia Crònica | 12' Milne · 34' Feneridis · 37', 38', 45' Coombes · 41' Dickinson |

### Ronda 12
| Canterbury United           | 3 – 0                | Otago United |
| --------------------------- | -------------------- | ------------ |
| Kamo 42', 85' · Clapham 54' | Vista prèvia Crònica |              |

| Auckland City                             | 3 – 2                | Hawke's Bay United           |
| ----------------------------------------- | -------------------- | ---------------------------- |
| Coombes 52' · Mulligan 70' · Corrales 80' | Vista prèvia Crònica | 1' Tinnion · 88' (pen.) Biss |

| Waikato FC | 1 – 1                | YoungHeart Manawatu |
| ---------- | -------------------- | ------------------- |
| Boyd 42'   | Vista prèvia Crònica | 34' Cooksley        |

| Waitakere United             | 3 – 1                | Team Wellington |
| ---------------------------- | -------------------- | --------------- |
| Bale 23', 49' · De Vries 24' | Vista prèvia Crònica | 19' Fenton      |

### Ronda 13
| Otago United | 1 – 3                | Auckland City                              |
| ------------ | -------------------- | ------------------------------------------ |
| Govan 67'    | Vista prèvia Crònica | 34' Corrales · 37' Expósito · 48' Berlanga |

| Waitakere United | 1 – 2                | Canterbury United             |
| ---------------- | -------------------- | ----------------------------- |
| De Vries 4'      | Vista prèvia Crònica | 8' Clapham · 76' Slefendorfas |

| YoungHeart Manawatu | 0 – 6                | Team Wellington                                                        |
| ------------------- | -------------------- | ---------------------------------------------------------------------- |
|                     | Vista prèvia Crònica | 11' Fa'arodo · 26', 51' Lucas · 61' Fleming · 66' Fenton · 86' D. Rowe |

| Hawke's Bay United                          | 3 – 2                | Waikato FC          |
| ------------------------------------------- | -------------------- | ------------------- |
| D. Wilson 21' · Margetts 77' · Higham 90+1' | Vista prèvia Crònica | 23' Awad · 44' Boyd |

### Ronda 14
| Waikato FC                    | 3 – 3                | Otago United                  |
| ----------------------------- | -------------------- | ----------------------------- |
| R. Thomas 68', 80' · Boyd 78' | Vista prèvia Crònica | 16', 62' Hancock · 71' Rodeka |

| Waitakere United                                               | 6 – 1                | YoungHeart Manawatu |
| -------------------------------------------------------------- | -------------------- | ------------------- |
| Turner 1', 46' · De Vries 28' · Pearce 33', 44' · Lovemore 78' | Vista prèvia Crònica | 7' Cooksley         |

| Team Wellington                 | 3 – 1                | Hawke's Bay United |
| ------------------------------- | -------------------- | ------------------ |
| L. Rowe 21' · Fa'arodo 56', 75' | Vista prèvia Crònica | 18' Watson         |

| Canterbury United | 1 – 1                | Auckland City |
| ----------------- | -------------------- | ------------- |
| Kamo 12'          | Vista prèvia Crònica | 42' Berlanga  |

## Playoffs
Els playoffs es jugaren entre els quatre primers equips de la temporada regular per a decidir el Champion, el qual es classificà per a la Lliga de Campions de l'OFC 2012-13.
|  | Semifinals        | Semifinals       |   |  | Final           | Final |  |
|  |                   |                  |   |  |                 |       |  |
|  | 15 i 22 d'abril   |                  |   |  |                 |       |  |
|  | Auckland City     | 1                |   |  |                 |       |  |
|  | Team Wellington   | 4                |   |  |                 |       |  |
|  |                   |                  |   |  |                 |       |  |
|  |                   |                  |   |  | 28 d'abril      |       |  |
|  |                   |                  |   |  | Team Wellington | 1     |  |
|  |                   | Waitakere United | 4 |  |                 |       |  |
|  |                   |                  |   |  |                 |       |  |
|  |                   |                  |   |  |                 |       |  |
|  |                   |                  |   |  |                 |       |  |
|  | 15 i 22 d'abril   |                  |   |  |                 |       |  |
|  | Canterbury United | 3                |   |  |                 |       |  |
|  | Waitakere United  | 5                |   |  |                 |       |  |

### Semifinals
Les semifinals dels playoffs es jugaren el 15 i el 22 d'abril de 2012.
Partit d'anada
| Team Wellington | 1 – 0                | Auckland City |
| --------------- | -------------------- | ------------- |
| Raj 33'         | Vista prèvia Crònica |               |

| Waitakere United | 0 – 1                | Canterbury United |
| ---------------- | -------------------- | ----------------- |
|                  | Vista prèvia Crònica | 8' Kamo           |

Partit de tornada
| Auckland City | 1 – 3                | Team Wellington               |
| ------------- | -------------------- | ----------------------------- |
| Expósito 71'  | Vista prèvia Crònica | 25' Fa'arodo · 82', 90' Lucas |

| Canterbury United              | 2 – 5                | Waitakere United                                  |
| ------------------------------ | -------------------- | ------------------------------------------------- |
| Clapham 13' · Slefendorfas 30' | Vista prèvia Crònica | 12', 87' De Vries · 48' Butler · 49', 63' Krishna |

### Final
La final per a decidir el Champion de la lliga va ser jugada el 28 d'abril de 2012 a Auckland.
| 28 d'abril de 2012 19:35 (UTC+12) |           |                                              |                                                                   |
| Team Wellington                   | 1 – 4 85% | Waitakere United                             | Trusts Stadium, Auckland Àrbitre: Nick Waldron Assistència: 2.500 |
| Fa'arodo 85'                      |           | 45+1', 89' Krishna · 77' Pearce · 84' Butler | Trusts Stadium, Auckland Àrbitre: Nick Waldron Assistència: 2.500 |

| Team Wellington | Waitakere United |

| TEAM WELLINGTON: |    |                     |     |
|                  |    |                     |     |
|                  | 1  | Phil Imray          |     |
|                  | 4  | Michael Eagar       |     |
|                  | 5  | Johnny Raj          |     |
|                  | 6  | Darren Cheriton (c) |     |
|                  | 7  | Wiremu Patrick      | 56' |
|                  | 9  | Patrick Fleming     | 81' |
|                  | 10 | Dakota Lucas        |     |
|                  | 11 | Henry Fa'arodo      |     |
|                  | 19 | James Musa          |     |
|                  | 20 | Luke Rowe           |     |
|                  | 22 | Justin Gulley       | 86' |
| Substitucions:   |    |                     |     |
|                  | 2  | Tim Schaeffers      |     |
|                  | 12 | Ethan Galbraith     | 56' |
|                  | 17 | Dominic Rowe        | 86' |
|                  | 18 | Michael Fifii       | 81' |
|                  | 25 | Scott Basalaj       |     |
| Entrenador:      |    |                     |     |
| Matt Calcott     |    |                     |     |

| WAITAKERE UNITED: |    |                 |       |
|                   |    |                 |       |
|                   | 1  | Danny Robinson  |       |
|                   | 3  | Aaron Scott     |       |
|                   | 4  | Tim Myers       |       |
|                   | 6  | Matt Cunneen    |       |
|                   | 7  | Martin Bullock  | 90+4' |
|                   | 8  | Chris Bale      |       |
|                   | 10 | Allan Pearce    |       |
|                   | 12 | Roy Krishna     |       |
|                   | 17 | Jake Butler (c) |       |
|                   | 20 | Ryan de Vries   | 87'   |
|                   | 25 | Sean Lovemore   | 90+1' |
| Substitucions:    |    |                 |       |
|                   | 11 | Ross McKenzie   | 90+4' |
|                   | 16 | Neil Emblen     |       |
|                   | 22 | Matt Upton      |       |
|                   | 29 | Jordan Vale     | 90+1' |
|                   | 30 | Rory Turner     | 87'   |
| Entrenador:       |    |                 |       |
| Neil Emblen       |    |                 |       |

## Estadístiques de la temporada

### Màxims golejadors
El jugador que marcà més gols fins al final de la ronda 14 va ser entregat amb el trofeu Bota d'Or o Golden Boot oficialment en anglès. El guanyador del trofeu i màxim golejador va ser George Slefendorfas d'Austràlia.
| Gols | Jugador    | Jugador             | Equip               | Gols per ronda | Gols per ronda | Gols per ronda | Gols per ronda | Gols per ronda | Gols per ronda | Gols per ronda | Gols per ronda | Gols per ronda | Gols per ronda | Gols per ronda | Gols per ronda | Gols per ronda | Gols per ronda |
| Gols | Jugador    | Jugador             | Equip               | 1              | 2              | 3              | 4              | 5              | 6              | 7              | 8              | 9              | 10             | 11             | 12             | 13             | 14             |
| ---- | ---------- | ------------------- | ------------------- | -------------- | -------------- | -------------- | -------------- | -------------- | -------------- | -------------- | -------------- | -------------- | -------------- | -------------- | -------------- | -------------- | -------------- |
| 12   | AUS        | George Slefendorfas | Canterbury United   | 2              | 4              |                |                |                |                |                |                |                | 5              |                |                | 1              |                |
| 9    | NZL        | Aaron Clapham       | Canterbury United   | 1              |                |                | 1              |                |                |                | 2              | 1              | 1              | 1              | 1              | 1              |                |
| 9    | NZL        | Allan Pearce        | Waitakere United    | 1              | 2              |                |                | 1              |                | 2              |                |                |                | 1              |                |                | 2              |
| 8    | ESP        | Manel Expósito      | Auckland City       | 2              | 1              |                |                |                | 1              |                |                | 1              | 2              |                |                | 1              |                |
| 8    | NZL        | Louis Fenton        | Team Wellington     |                |                |                |                |                |                | 4              |                |                | 1              | 1              | 1              | 1              |                |
| 8    | NZL        | Russell Kamo        | Canterbury United   | 1              |                |                |                |                |                |                | 3              | 2              |                |                | 1              |                | 1              |
| 8    | ARG        | Emiliano Tade       | Auckland City       | 2              | 1              |                | 1              |                | 1              | 1              |                |                | 2              |                |                |                |                |
| 7    | Fiji       | Roy Krishna         | Waitakere United    | 1              | 1              |                | 1              |                |                | 1              |                | 3              |                |                |                |                |                |
| 7    | NZL        | Ryan de Vries       | Waitakere United    |                | 1              |                | 1              |                |                |                |                | 1              |                | 1              | 1              | 1              | 1              |
| 6    | NZL        | Sam Margetts        | Hawke's Bay United  |                |                | 1              |                |                | 1              | 2              |                | 1              |                |                |                | 1              |                |
| 6    | NZL        | Hamish Watson       | Hawke's Bay United  |                | 1              | 1              |                | 1              |                |                |                | 1              |                | 1              |                |                | 1              |
| 5    | NZL        | Jake Butler         | Waitakere United    | 1              |                |                | 1              | 1              |                | 1              |                |                |                | 1              |                |                |                |
| 5    | Costa Rica | Luis Corrales       | Auckland City       |                | 1              |                | 1              |                |                |                |                |                | 1              |                | 1              | 1              |                |
| 5    | NZL        | Jimmy Haidakis      | YoungHeart Manawatu |                | 1              | 1              |                |                |                | 1              | 1              |                | 1              |                |                |                |                |
| 5    | NZL        | Ant Hancock         | Otago United        | 1              |                |                |                |                |                |                |                |                |                | 2              |                |                | 2              |
| 5    | NZL        | Sean Lovemore       | Waitakere United    |                | 1              |                |                |                |                | 3              |                |                |                |                |                |                | 1              |
| 5    | NZL        | Dakota Lucas        | Team Wellington     |                |                | 1              |                |                | 1              | 1              |                |                |                |                |                | 2              |                |
| 5    | NZL        | Harley Rodeka       | Otago United        |                |                | 2              |                |                |                |                | 1              |                | 1              |                |                |                | 1              |
| 4    | NZL        | Tom Biss            | Hawke's Bay United  |                |                |                |                |                |                |                |                | 3              |                |                | 1              |                |                |
| 4    | NZL        | Tyler Boyd          | Waikato FC          |                |                |                |                |                |                |                |                |                | 1              |                | 1              | 1              | 1              |
| 4    | NZL        | Chad Coombes        | Auckland City       |                |                |                |                |                |                |                |                |                |                | 3              | 1              |                |                |
| 4    | NZL        | Daniel Koprivcic    | Auckland City       |                |                |                | 1              |                | 1              | 1              |                |                | 1              |                |                |                |                |
| 4    | NZL        | David Mulligan      | Auckland City       | 1              |                | 1              | 1              |                |                |                |                |                |                |                | 1              |                |                |
| 3    | Somàlia    | Mohammed Awad       | Waikato FC          |                |                |                |                |                | 1              | 1              |                |                |                |                |                | 1              |                |
| 3    | Gal·les    | Chris Bale          | Waitakere United    |                |                |                |                |                |                |                |                |                | 1              | 1              | 1              |                |                |
| 3    | NZL        | Patrick Fleming     | Team Wellington     |                |                |                |                | 1              |                |                |                | 1              |                |                |                | 1              |                |
| 3    | NZL        | Ethan Galbraith     | Team Wellington     |                | 1              | 1              |                |                |                | 1              |                |                |                |                |                |                |                |
| 3    | NZL        | Darren Overton      | Otago United        | 1              |                | 1              | 1              |                |                |                |                |                |                |                |                |                |                |
| 3    | NZL        | Adam Thomas         | Waikato FC          | 1              |                |                |                | 1              |                |                |                |                | 1              |                |                |                |                |
| 3    | NZL        | Ryan Thomas         | Waikato FC          |                |                |                |                |                | 1              |                |                |                |                |                |                |                | 2              |
| 3    | ENG        | Connor Tinnion      | Hawke's Bay United  |                |                |                |                |                |                |                | 1              |                | 1              |                | 1              |                |                |

### Gols en pròpia porta
| Gols | Jugador | Jugador          | Equip                                                                   | Ronda |
| ---- | ------- | ---------------- | ----------------------------------------------------------------------- | ----- |
| 2    | NZL     | Jude Fitzpatrick | Otago United (v Waitakere United) · Otago United (v Hawke's Bay United) | 2 11  |
| 1    | NZL     | Tristan Prattley | Otago United (v Team Wellington)                                        | 1     |
| 1    | ENG     | Bill Robertson   | Hawke's Bay United (v YoungHeart Manawatu)                              | 2     |
| 1    | NZL     | Tim Schaeffers   | Team Wellington (v Auckland City FC)                                    | 2     |
| 1    | NZL     | Ross McKenzie    | Waitakere United (v Auckland City FC)                                   | 3     |
| 1    | NZL     | Tim Myers        | Waitakere United (v Auckland City FC)                                   | 3     |
| 1    | NZL     | Josh Greene      | Waikato FC (v Waitakere United)                                         | 4     |
| 1    | NZL     | Liam Lockhart    | Otago United (v Waitakere United)                                       | 9     |

### Posició per ronda
| Equip / Ronda       | 1 | 2 | 3 | 4 | 5 | 6 | 7 | 8 | 9 | 10 | 11 | 12 | 13 | 14 |
| ------------------- | - | - | - | - | - | - | - | - | - | -- | -- | -- | -- | -- |
| Auckland City       | 1 | 3 | 1 | 1 | 1 | 1 | 1 | 1 | 1 | 1  | 1  | 1  | 1  | 1  |
| Canterbury United   | 2 | 1 | 3 | 3 | 4 | 3 | 4 | 3 | 3 | 2  | 2  | 2  | 2  | 2  |
| Waitakere United    | 3 | 2 | 2 | 2 | 2 | 2 | 2 | 2 | 2 | 4  | 3  | 3  | 3  | 3  |
| Team Wellington     | 4 | 4 | 4 | 5 | 5 | 4 | 3 | 4 | 4 | 3  | 4  | 4  | 4  | 4  |
| Hawke's Bay United  | 6 | 5 | 5 | 6 | 6 | 6 | 7 | 6 | 5 | 5  | 5  | 5  | 5  | 5  |
| Otago United        | 4 | 7 | 6 | 4 | 3 | 5 | 5 | 5 | 6 | 6  | 6  | 6  | 6  | 6  |
| Waikato FC          | 7 | 8 | 8 | 8 | 7 | 7 | 6 | 7 | 7 | 7  | 7  | 7  | 7  | 7  |
| YoungHeart Manawatu | 8 | 6 | 7 | 7 | 8 | 8 | 8 | 8 | 8 | 8  | 8  | 8  | 8  | 8  |

### Equip del mes
L'equip del mes, o Team of the Month en anglès, és anunciat per la Federació de Futbol de Nova Zelanda cada dos mesos.
Octubre i novembre
L'equip dels mesos d'octubre i novembre de 2011 consistia d'un porter, quatre defenses, tres centrecampistes i tres davanters. El porter era Danny Robinson del Waitakere United; els defenses eren Ian Hogg de l'Auckland City, Ivan Vicelich també de l'Auckland City, Tom Schwarz del Canterbury United i Aaron Clapham també del Canterbury United; els centrecampistes eren Jake Butler del Waitakere United, David Mulligan de l'Auckland City i Darren Overton de l'Otago United; i els davanters eren Manel Expósito de l'Auckland City, George Slefendorfas del Canterbury United i per acabar Allan Pearce del Waitakere United.
Els equips d'Auckland, Auckland City i Waitakere United, com és habitual, a més de dominar la lliga dominen l'equip del mes. Set jugadors dels dos equips hi figuraven. Mentres que entre els sis altres equips de la lliga, hi figuraven tan sols quatre jugadors. D'aquests quatre jugadors, tres eren del Canterbury United i un de l'Otago United. Pel que fa a illes, set jugadors eren d'equips de l'illa del Nord i quatre de l'illa del Sud.
Vuit dels onze jugadors de l'equip dels mesos d'octubre i novembre eren neozelandesos. Els tres que no eren neozelandesos eren l'espanyol Manel Expósito, l'anglès Danny Robinson i l'australià George Slefendorfas.
Desembre i gener
| Highfield Prattley Vicelich Berlanga McKenzie Hicks Thomas Clapham Fenton Krishna Pearce |

L'equip dels mesos de desembre i gener consistia d'un porter, quatre defenses, tres centrecampistes i tres davanters. El porter era Adam Highfield del Canterbury United; els defenses eren Tristan Prattley de l'Otago United, Ivan Vicelich de l'Auckland City, Ángel Berlanga de l'Auckland City i Ross McKenzie del Waitakere United; els centrecampistes eren Jason Hicks del Waikato FC, Adam Thomas del Waikato FC i Aaron Clapham del Canterbury United; i els davanters eren Louis Fenton del Team Wellington, Roy Krishna del Waitakere United i finalment Allan Pearce del Waitakere United.
El Waikato FC, que en els mesos d'octubre i novembre no tingué cap jugador en la llista, aquest cop en tingué dos. Hi havia tres jugadors del Waitakere United, dos jugadors de l'Auckland City, dos jugadors del Canterbury United, dos jugadors del Waikato FC, un de l'Otago United i un del Team Wellington. Els equips de l'illa del Nord tenien vuit jugadors en l'equip dels mesos de desembre i gener i els equips de l'illa del Sud en tenien tan sols tres.
Nou dels onze jugadors de l'equip dels mesos de desembre i gener eren neozelandesos. Els dos que no eren neozelandesos eren l'espanyol Ángel Berlanga i el fijià Roy Krishna.
Febrer
L'equip del mes de febrer de nou consistia d'un porter, quatre defenses, tres centrecampistes i tres davanters. El porter era Adam Highfield del Canterbury United; els defenses eren Ross McKenzie del Waitakere United, Tim Myers del Waitakere United, Ivan Vicelich de l'Auckland City i Tristan Prattley de l'Otago United; els centrecampistes eren Aaron Clapham del Canterbury United, Chris Bale del Waitakere United i Connor Tinnion del Hawke's Bay United; els davanters eren Chad Coombes de l'Auckland City, George Slefendorfas del Canterbury United i per acabar Louis Fenton del Team Wellington.
Amb aquest llistat de jugadors, Ivan Vicelich i Aaron Clapham van aconseguir figurar tres cops seguits en l'equip del mes. Hi havia tres jugadors del Canterbury United, tres jugadors del Waitakere United, dos jugadors de l'Auckland City, un del Hawke's Bay United, un del Team Wellington i un de l'Otago United. Els clubs de l'illa del Nord tenien set jugadors en el llistat del mes i els clubs de l'illa del Sud tenien quatre jugadors.
Vuit jugadors de l'equip del mes de febrer eren neozelandesos. Els tres jugadors que no eren neozelandesos eren el gal·lès Chris Bale, l'australià George Slefendorfas i l'anglès Connor Tinnion.
Març i abril
| Imray Milne Raj Berlanga Rowe Thomas Rodeka Clapham Pearce De Vries Fa'arodo |

L'equip dels mesos de març i abril consistia d'un porter, quatre defenses, tres centrecapistes i tres davanters. El porter era Phil Imray del Team Wellington; els defenses eren Andrew Milne de l'Auckland City, Jonathan Raj del Team Wellington, Ángel Berlanga de l'Auckland City i Luke Rowe del Team Wellington; els centrecampistes eren Ryan Thomas del Waikato FC, Harley Rodeka de l'Otago United i Aaron Clapham del Canterbury United; els davanters eren Allan Pearce del Waitakere United, Ryan de Vries del Waitakere United i Henry Fa'arodo del Team Wellington.
La majoria dels jugadors que formaven part d'aquest equip del mes van jugar en els playoffs—tan sols hi havia 2 jugadors d'altres equips. Hi havia quatre jugadors del Team Wellington, dos de l'Auckland City, dos del Waitakere United, un del Canterbury United, un de l'Otago United i un del Waikato FC. Els equips de l'illa del Nord tenien un total de nou jugadors en l'equip del mes mentre que els equips de l'illa del Sud en tenien tan sols dos.
Vuit jugadors de l'equip dels mesos de març i abril eren neozelandesos. Els tres jugadors que no ho eren eren l'anglès Phil Imray, l'espanyol Ángel Berlanga i el salomonès Henry Fa'arodo.